# Peter Mathias Joachim von Buchwald
Peter Mathias Joachim von Buchwald (10. august 1754 på Gudumlund – 10. november 1825) var en dansk hofmand, bror til Ludolph Frederik Buchwald-Brockdorff.
Han var søn af stiftamtmand Friedrich von Buchwald. Han blev opdraget i Halle og Bützow, var page i Gotha, studerede 1770-73 på ridderakademiet i Lüneburg og 1773-76 i Göttingen. Han blev 1777 kammerjunker hos enkedronning Juliane Marie, 1781 hos prinsesse Louise Augusta, blev 1784 hofmester, 1801 Hvid Ridder, 1806 overceremonimester og 1812 overkammerjunker.
Han blev gift 24. september 1779 med Marie Kirstine de Svanenskiold (22. juli 1762 i København - 22. december 1789), datter af kammerherre Niels Jørgensen de Svanenskiold (1729-1798) og Johanne Neergaard (1746-1804).